# Helix lucorum
Helix lucorum és una espècie de gastròpode eupulmonat terrestre de la família Helicidae. És un cargol terrestre de grans dimensions i una de les tres espècies de cargol més consumides en el món, junt amb Helix aspersa i Helix pomatia. És originària de Turquia i, potser, dels Balcans, però ha estat introduïda pels humans en molts llocs d'Europa, incloent Catalunya.

## Morfologia
Els cargols adults pesen 20-25 g. Els seus ous amiden 4,4 mm. els juvenils de 2–3 mesos pesen 0,5-0,9 g. Aquesta espècie de cargol fa servir dards amorosos.

## Distribució
Es troba a l'oest, centre i sud-est d'Europa, des de França cap el est; Geòrgia, Ucraïna. És present també a la península Ibèrica. A Catalunya ha estat citada com a mínim a la vall de Boï, a Lleida, a Bagà (Berguedà) i al Lluçanès.

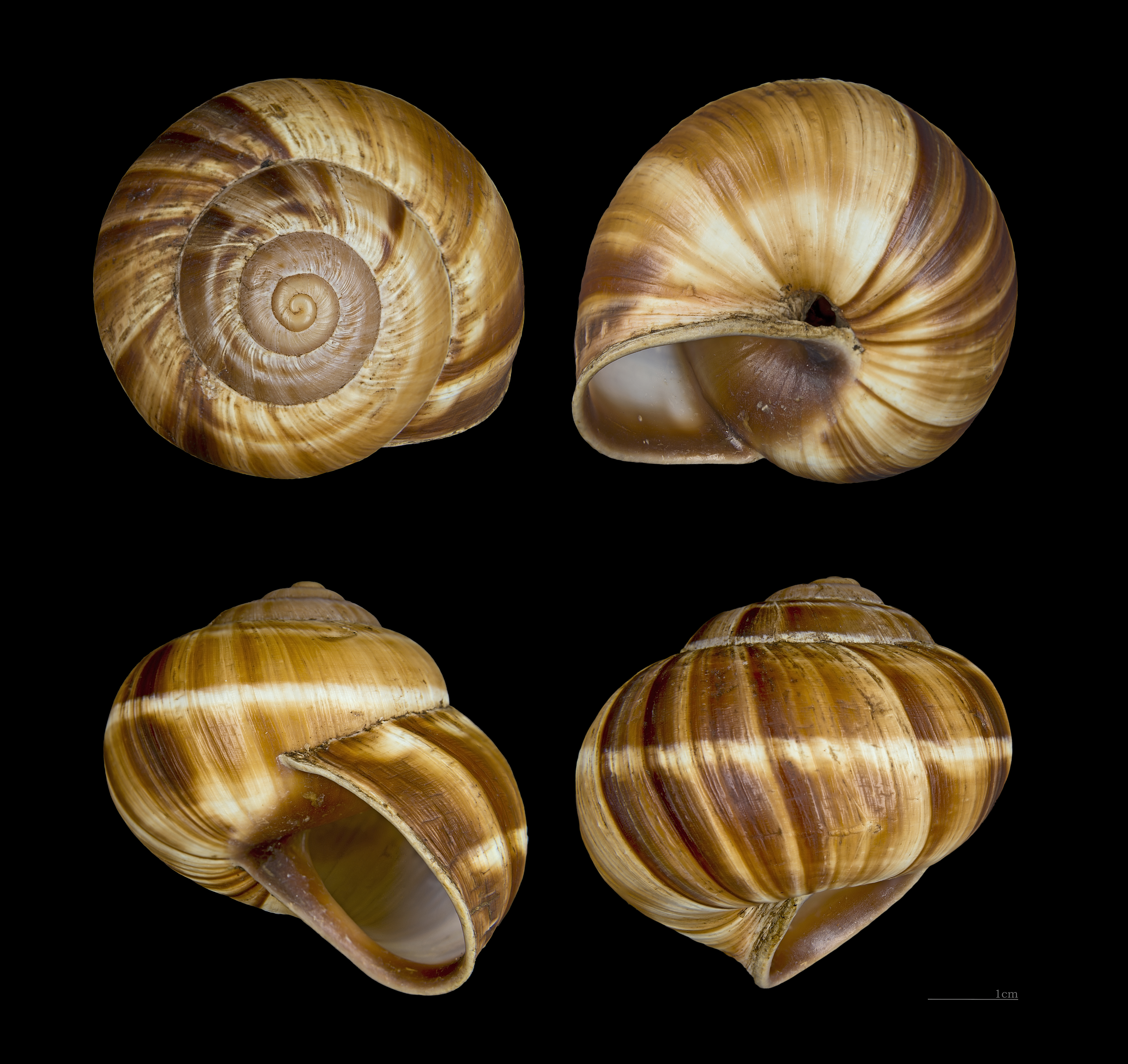
Conquilla d'Helix lucorum
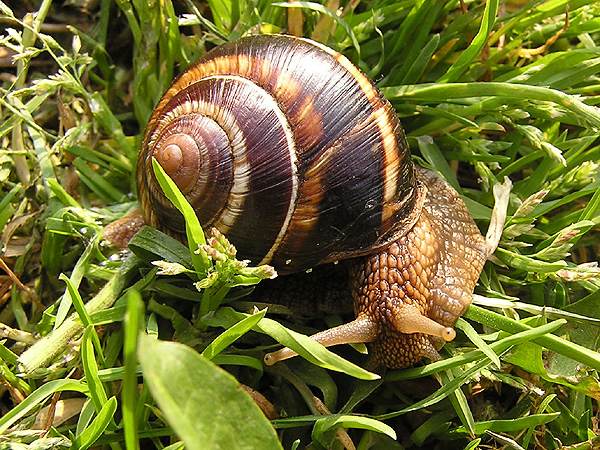
Helix lucorum
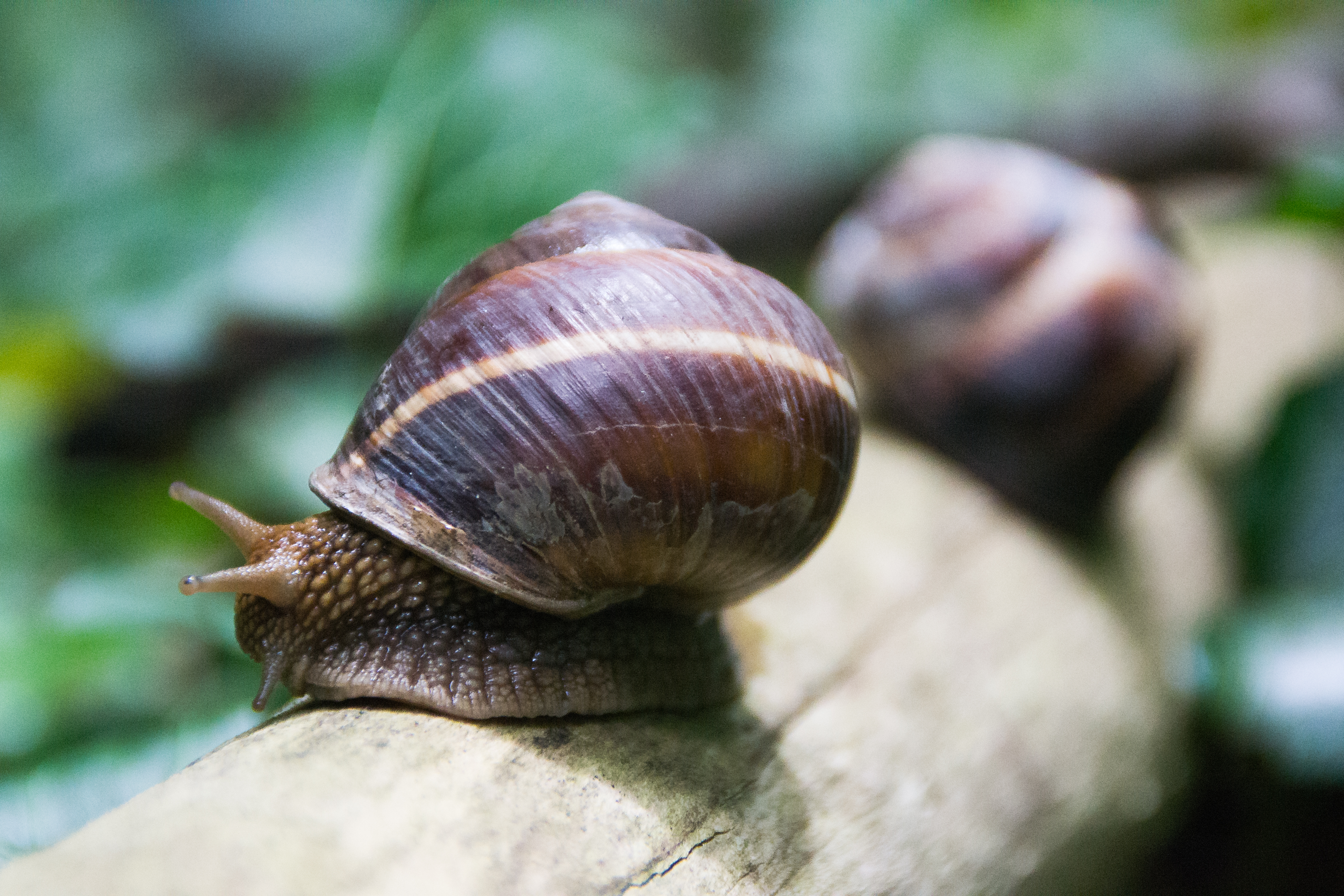
Helix lucorum